# إبراهيم أحمد عيسى (كاتب)
إبراهيم أحمد عيسى كاتب وروائي مصري وباحث في التاريخ وُلد بمدينة الإسكندرية في الخامس من يونيو/حزيران عام 1984، وتخرج في كلية نظم المعلومات الإدارية بجامعة الإسكندرية، ثم حصل على دبلومة في صناعة السينما الرقمية.

## مسيرته المهنية
بدأ اهتمام إبراهيم أحمد عيسى بالأدب وهو في سن مبكرة، واهتم بالتاريخ بشكل خاص فكتب المقالات والدراسات التاريخية للعديد من الصحف والمجلات والمواقع الإلكترونية المحلية والدولية، ثم شارك في مختبر السرديات بمكتبة الإسكندرية لتنمية قدراته في الكتابة الأدبية.
صدرت أولى أعمال إبراهيم أحمد عيسى في عام 2014 وهي رواية بعنوان «طريق الحرير»، ثم أعقبها إصدار ستة روايات أخرى في غضون ستة أعوام فقط. وقد غلب على روايات إبراهيم أحمد عيسى الطابع التاريخي، حيث غاصت في أعماق التاريخ، وعالجت أحداثا غير متداولة بكثرة لغير المتخصص أو القارئ الجيد في مجال التاريخ كي تكشف ما خفى منها، وتقربها إلى ذهن القارئ. تطرق الكاتب في رواياته لأحداث مثل الشدة المسنصرية، وسقوط الأندلس، وفتوحات الفاطميين، والإمارات المسلمة في أوروبا إبان عصر توسع الدولة الإسلامية.
تخوض رواية «باري - أنشودة سودان» الفائزة بجائزة كتارا للرواية العربية في تفاصيل فترة حكم الأمير سودان الماورى آخر حاكم مسلم لإمارة باري في إيطاليا في عهد الخلافة العباسية.
وفي روايته ابق حيا يحكي الكاتب إبراهيم أحمد عيسى عن أحداث المجاعة التي تعرضت لها مصر في أواخر عصر الدولة الفاطمية والتي عُرفت باسم الشدة المستنصرية، وما طرأ من جرائها من تحولات على المجتمع حتى بلغ الجوع والجفاف بالناس لالتهام أجساد بعضهم البعض.

## مؤلفاته
ألف إبراهيم أحمد عيسى العديد من المؤلفات التي تنوعت موضوعاتها ما بين الرواية التاريخية، ورواية الفنتازيا، كما شارك في تأليف كتاب « التاريخ كما كان» الصادر عن فريق بصمة للأبحاث التاريخية إلى جانب عدد من الباحثين في مجال التاريخ، وفيما يلي بعضا من أهم أعماله المؤلفة:
- طريق الحرير (رواية): صدرت عام 2014 عن دار ليليت للنشر والتوزيع بالإسكندرية.[3]

- البشرات – النبضة الأندلسية الأخيرة (رواية): صدرت عام 2015 عن مؤسسة إبداع للترجمة والنشر والتوزيع بالإسكندرية.[4]
- ابق حياً (رواية): صدرت عام 2016 عن دار تويا للنشر والتوزيع بالإسكندرية.[5][6]
- التاريخ كما كان: كتاب من جزأين صدر أولهما في عام 2016، وصدر الجزء الثاني في عام 2019 عن دار كتوبيا للنشر والتوزيع بالإسكندرية، وشارك إبراهيم أحمد عيسى في تأليفه مع مجموعة من الباحثين في مجال التاريخ هم أيمن حويرة، وكريم عبد المجيد، ونهى عودة، ومريم المير، وأحمد ضيوف.[7][8]
- باري – أنشودة سودان (رواية): صدرت عام 2017 عن دار تويا للنشر والتوزيع بالإسكندرية، وفازت بجائزة كتارا للرواية العربية في عام 2018.[9]
- الحاج ألمان (رواية): صدرت عام 2020 عن دار كتوبيا للنشر والتوزيع بالإسكندرية.[10]
- حكاية الأشبوني (رواية): صدرت عام 2020 عن دار كتوبيا للنشر والتوزيع بالإسكندرية.[11]
- ذئب وحيد (رواية): صدرت عام 2021 عن دار الكرمة للنشر والتوزيع بالإسكندرية بالتزامن مع معرض القاهرة الدولي للكتاب في دورته الثانية والخمسين، وهي الجزء الأول من ثلاثية روائية بعنوان ثلاثية «تلال الشمس».[12][13][14]

## الجوائز والترشيحات
حظي الكاتب إبراهيم أحمد عيسى بتكريم العديد من الجهات محليا وعربيا، وحصل على عدة جوائز أدبية من أهمها:
- جائزة كتارا للرواية العربية في عام 2018 عن روايته «باري - أنشودة سودان».[15]
- وصلت روايته «حكاية الأشبوني» إلى القائمة الطويلة لجائزة راشد بن حمد للإبداع بالإمارات العربية المتحدة عام 2019.
- وصلت روايته «دئب وحيد» إلى القائمة القصيرة لجائزة ساويرس الثقافية فرع شباب الأدباء عام 2022.[16]
- رُشح ضمن أفضل خمسة روائيين مصريين من الشباب حسب منصة "دنيا الوطن"[17]